# Andrate
Andrate (piemontisch Andrà) ist eine Gemeinde in der italienischen Metropolitanstadt Turin (TO) der Region Piemont.

## Lage und Einwohner
Der Ort liegt 65 Kilometer von der Provinzhauptstadt Turin entfernt auf einer Höhe von 836 m über dem Meeresspiegel. Das gesamte Gemeindegebiet umfasst eine Fläche von 9,32 km² und erstreckt sich von 630 m bis 2227 m. Die Gemeinde befindet sich auf dem Gipfel eines länglichen Bergrückens, der Serra d’Ivrea, am nördlichen Rand der Po-Ebene oberhalb von Ivrea. Die Gemeinde hat 467 Einwohner (Stand 31. Dezember 2023). Andrate ist Teil der Verwaltungsgemeinschaft Comunità Montana Dora Baltea Canavesana. 
Die Nachbargemeinden sind Settimo Vittone, Donato, Nomaglio, Borgofranco d’Ivrea und Chiaverano.

## Geschichte

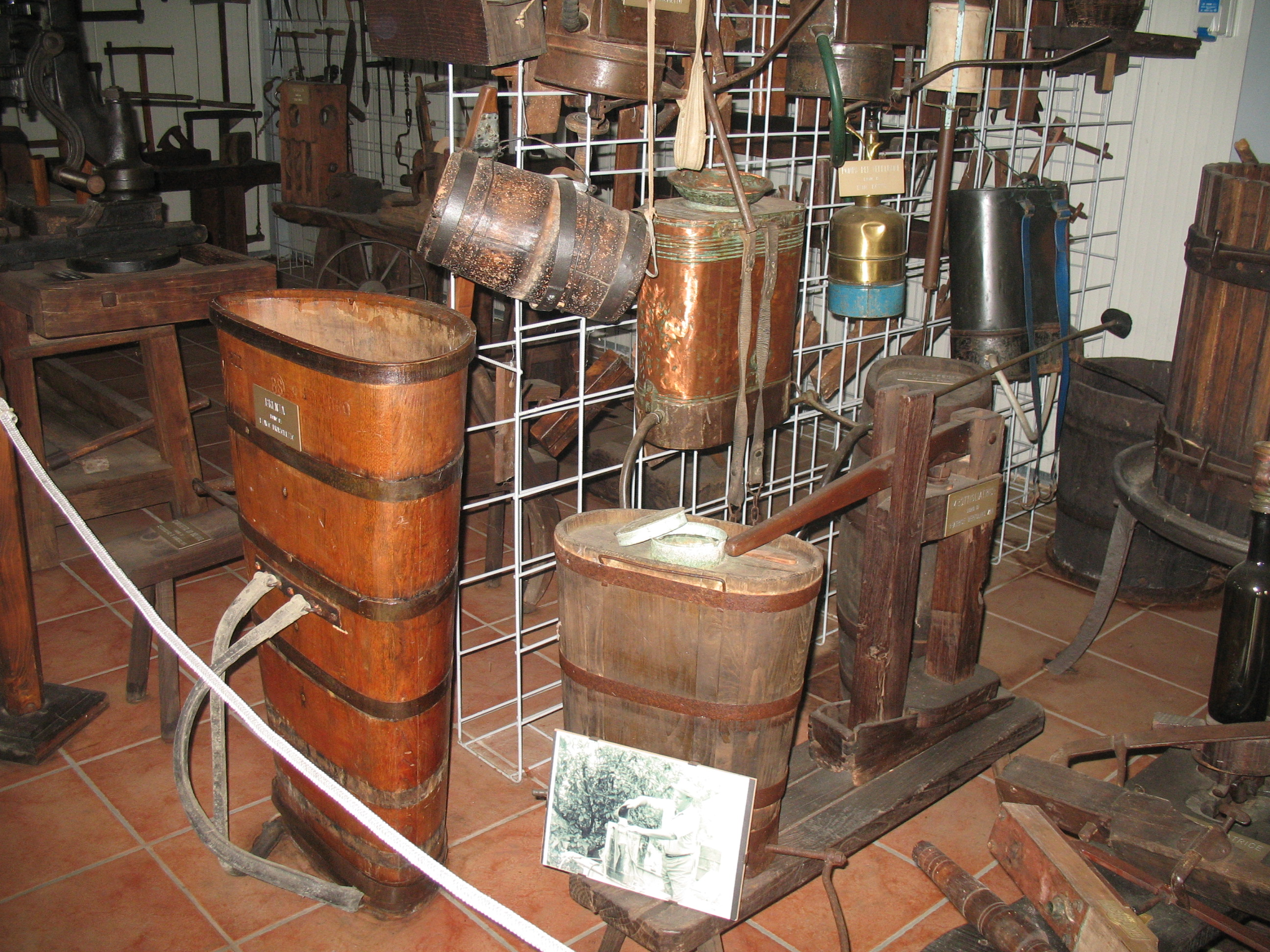
Das Heimatmuseum Museo della Civiltà Contadina

Der Ort hat seine Ursprünge im Mittelalter. Erstmals schriftlich erwähnt wurde der Ort in einer Abhandlung zur Schafszucht und zum Ackerbau in der Region aus dem Jahr 1222. Der Name Andrate stammt von den beiden keltischen Wörtern and und art für geteiltes Land. Die Namensgebung lässt sich aus der scharfen Abgrenzung zur Nachbargemeinde Donato durch den Gebirgsfluss Viola zurückführen.
Zunächst gehörte der Ort zu den Besitzungen der Grafen des Canavese, später war er Teil des Bistums von Ivrea. Ab 1410 herrschten ortsansässige Feudalherren.

## Sehenswürdigkeiten
In der Pfarrkirche Parrocchiale di San Pietro in Vincoli, erbaut zwischen 1690 und 1717, liegt der Märtyrer San Giovenale begraben, ein Missionar, der in der Gegend tätig war. Weitere Kirchen des Ortes sind die Chiesa al Camposanto und die Chiesa di Santa Maria.
Das Heimatmuseum Museo della Civiltà Contadina zeigt eine Ausstellung über das Leben der Menschen in der Region.

## Kommunale Einrichtungen
Der Ort hat einen Kindergarten und eine Grundschule.